# Abierto Mexicano de Tenis 2024 - Doppio
Il doppio del torneo di tennis professionistico Abierto Mexicano de Tenis 2024, facente parte della categoria ATP Tour 500 nell'ambito dell'ATP Tour 2024, si è giocato all'Arena GNP Seguros di Acapulco, in Messico, dal 26 febbraio al 2 marzo 2024. Tra i partecipanti erano presenti Alexander Erler e Lucas Miedler, i detentori del titolo, ma sono stati eliminati ai quarti di finale da Hugo Nys e da Jan Zieliński.
Il torneo è stato vinto da Nys e Zieliński, che hanno sconfitto in finale Santiago González e Neal Skupski con il punteggio di 6–3, 6–2.

## Teste di serie
1. Santiago González /  Neal Skupski (finale)
2. Hugo Nys /  Jan Zieliński (campioni)

1. Rinky Hijikata /  Joe Salisbury (ritirati)
2. Sadio Doumbia /  Fabien Reboul (semifinale)

## Wildcard
1. Guido Andreozzi /  Miguel Ángel Reyes Varela (primo turno)

1. Petros Tsitsipas /  Stefanos Tsitsipas (primo turno)

## Qualificati
1. Daniel Evans /  Henry Patten (primo turno)

### Lucky loser
1. Emiliano Aguilera /  Manuel Sánchez (primo turno)

1. Hans Hach Verdugo /  Luis David Martínez (primo turno)

## Tabellone

### Legenda
| - Q = Qualificato - WC = Wild card - LL = Lucky loser | - ALT = Alternate - SE = Special Exempt - PR = Protected Ranking | - w/o = Walkover - r = Ritirato - d = Squalificato |

|  | Primo turno | Primo turno                 | Primo turno             | Primo turno | Primo turno |  |  | Quarti di finale | Quarti di finale        | Quarti di finale        | Quarti di finale   | Quarti di finale   |    |   | Semifinali | Semifinali                     | Semifinali                     | Semifinali             | Semifinali             |   |   | Finale | Finale | Finale | Finale | Finale |  |
|  |             |                             |                         |             |             |  |  |                  |                         |                         |                    |                    |    |   |            |                                |                                |                        |                        |   |   |        |        |        |        |        |  |
|  | 1           | S González N Skupski        | S González N Skupski    | 6           | 6           |  |  |                  |                         |                         |                    |                    |    |   |            |                                |                                |                        |                        |   |   |        |        |        |        |        |  |
|  |             | W Blumberg C Ruud           | W Blumberg C Ruud       | 3           | 2           |  |  | 1                | S González N Skupski    | S González N Skupski    | 6                  | 7                  |    |   |            |                                |                                |                        |                        |   |   |        |        |        |        |        |  |
|  | Q           | D Evans H Patten            | D Evans H Patten        | 64          | 0           |  |  |                  | R Arneodo T-S Weissborn | R Arneodo T-S Weissborn | 3                  | 5                  |    |   |            |                                |                                |                        |                        |   |   |        |        |        |        |        |  |
|  |             | R Arneodo T-S Weissborn     | R Arneodo T-S Weissborn | 7           | 6           |  |  |                  |                         |                         |                    |                    |    |   | 1          | S González N Skupski           | S González N Skupski           | 7                      | 6                      |   |   |        |        |        |        |        |  |
|  | 4           | S Doumbia F Reboul          | 4                       | 6           | [10]        |  |  |                  |                         | 4                       | S Doumbia F Reboul | S Doumbia F Reboul | 65 | 3 |            |                                |                                |                        |                        |   |   |        |        |        |        |        |  |
|  |             | M Kecmanović R Safiullin    | 6                       | 4           | [6]         |  |  | 4                | S Doumbia F Reboul      | S Doumbia F Reboul      | 6                  | 6                  |    |   |            |                                |                                |                        |                        |   |   |        |        |        |        |        |  |
|  | LL          | E Aguilera M Sánchez        | E Aguilera M Sánchez    | 4           | 4           |  |  |                  | G Escobar O Nedovjesov  | G Escobar O Nedovjesov  | 4                  | 1                  |    |   |            |                                |                                |                        |                        |   |   |        |        |        |        |        |  |
|  |             | G Escobar O Nedovjesov      | G Escobar O Nedovjesov  | 6           | 6           |  |  |                  |                         |                         |                    |                    |    |   | 1          | Santiago González Neal Skupski | Santiago González Neal Skupski | 3                      | 2                      |   |   |        |        |        |        |        |  |
|  | WC          | P Tsitsipas S Tsitsipas     | P Tsitsipas S Tsitsipas | 4           | 3           |  |  |                  |                         |                         |                    |                    |    |   |            |                                | 2                              | Hugo Nys Jan Zieliński | Hugo Nys Jan Zieliński | 6 | 6 |        |        |        |        |        |  |
|  |             | J Cash R Galloway           | J Cash R Galloway       | 6           | 6           |  |  |                  | J Cash R Galloway       | 6                       | 67                 | [5]                |    |   |            |                                |                                |                        |                        |   |   |        |        |        |        |        |  |
|  |             | H Heliövaara J Peers        | 6                       | 3           | [10]        |  |  |                  | H Heliövaara J Peers    | 4                       | 7                  | [10]               |    |   |            |                                |                                |                        |                        |   |   |        |        |        |        |        |  |
|  | LL          | H Hach Verdugo LD Martínez  | 4                       | 6           | [7]         |  |  |                  |                         |                         |                    |                    |    |   |            | H Heliövaara J Peers           | H Heliövaara J Peers           | 4                      | 3                      |   |   |        |        |        |        |        |  |
|  |             | N Borges F Cabral           | N Borges F Cabral       | 69          | 6           |  |  |                  |                         | 2                       | H Nys J Zieliński  | H Nys J Zieliński  | 6  | 6 |            |                                |                                |                        |                        |   |   |        |        |        |        |        |  |
|  |             | A Erler L Miedler           | A Erler L Miedler       | 7           | 7           |  |  |                  | A Erler L Miedler       | 3                       | 6                  | [11]               |    |   |            |                                |                                |                        |                        |   |   |        |        |        |        |        |  |
|  | WC          | G Andreozzi MÁ Reyes Varela | 5                       | 6           | [6]         |  |  | 2                | H Nys J Zieliński       | 6                       | 2                  | [13]               |    |   |            |                                |                                |                        |                        |   |   |        |        |        |        |        |  |
|  | 2           | H Nys J Zieliński           | 7                       | 2           | [10]        |  |  |                  |                         |                         |                    |                    |    |   |            |                                |                                |                        |                        |   |   |        |        |        |        |        |  |

## Qualificazioni

### Teste di serie
1. Daniel Evans /  Henry Patten (qualificati)

1. Hans Hach Verdugo /  Luis David Martínez (ultimo turno, lucky loser)

### Qualificati
1. Daniel Evans /  Henry Patten

### Lucky loser
1. Emiliano Aguilera /  Manuel Sánchez

1. Hans Hach Verdugo /  Luis David Martínez

### Tabellone
|  | Primo turno | Primo turno                           | Primo turno                           | Primo turno | Primo turno |  |  | Ultimo turno | Ultimo turno                          | Ultimo turno | Ultimo turno | Ultimo turno |  |
|  |             |                                       |                                       |             |             |  |  |              |                                       |              |              |              |  |
|  | 1           | Daniel Evans Henry Patten             | Daniel Evans Henry Patten             | 6           | 6           |  |  |              |                                       |              |              |              |  |
|  | Alt         | Emiliano Aguilera Manuel Sánchez      | Emiliano Aguilera Manuel Sánchez      | 3           | 1           |  |  | 1            | Daniel Evans Henry Patten             | 6            | 6            | [10]         |  |
|  | Alt         | André Göransson Constant Lestienne    | André Göransson Constant Lestienne    | 2           | 3           |  |  | 2/WC         | Hans Hach Verdugo Luis David Martínez | 4            | 7            | [8]          |  |
|  | 2/WC        | Hans Hach Verdugo Luis David Martínez | Hans Hach Verdugo Luis David Martínez | 6           | 6           |  |  |              |                                       |              |              |              |  |